# احتباس السوائل السابق للحيض
احتباس السوائل السابق للحيض هي ظاهرة شائعة مرتبطة بفترة الحيض، وهي عبارة عن احتباس الماء داخل الجسم أثناء الفترة التي تسبق الحيض مباشرة (وتحدث هذه الظاهرة في الأسبوع الذي يسبق الدورة الشهرية، والذي يُعرف بفترة الطور الأصفري). وتُعرف ظاهرة احتباس السوائل بأعراضها الملحوظة مثل التضخم المؤقت للثدي، والذي عادة ما يرتبط بالآم الثديين وتهدلهما، ويفقد الجسم السوائل الزائدة أثناء فترة الحيض. وفي أثناء هذه الفترة، يحتفظ الجسم بسوائل زائدة قد تؤدي إلى زيادة الوزن بمعدل 5-6 رطل (أي ما يعادل 2.3 إلى 2.7 كجم). ويُعتقد أن السبب في هذه الظاهرة هو ارتفاع مستويات البروجسترون، والاستروجين، والبرولاكتين، والذي يحفز خلايا الإفراز في الجسم. أما بالنسبة للثديين، فيُعتقد أن زيادة تدفق الدم سببًا أيضًا في ظاهرة احتباس السوائل. ويمكن أن يحدث احتباس السوائل وتورم الثدي بفعل وسائل تحديد النسل الهرمونية (التي تحتوي على استروجين أو بروجسترون أو كلاهما).
وطبقًا لما جاء في ثلاث دراسات أجريت على هذه الظاهرة، ظهر أن احتباس السوائل هو ظاهرة غير متعلقة بفترة ما قبل الحيض، وإنما يبرز في اليوم الأول من الدورة الشهرية. ولا يبدو الأمر متعلقًا بمستويات البروجسترون والاستراديول في الدم. ويعتبر مستوى احتباس السوائل مرتفعًا في العدائيين من النساء مقارنة بغيرهم.